# Pedro de Figueiredo
Pour les articles homonymes, voir Figueiredo.
Pedro de Figueiredo, de son nom complet Pedro Martins de Figueiredo, est un footballeur portugais né le 9 août 1967 à Sátão. Durant sa carrière, il évolue au poste de défenseur central.

## Biographie
Originaire de Sátão au Portugal, Pedro Martins Figueiredo commence sa carrière professionnelle en 1986 en rejoignant le Lille OSC en France. Il y reste trois saisons, disputant seulement 2 matchs officiels,. Son temps de jeu limité en France l’incite à retourner au Portugal pour relancer sa carrière.
En 1989, Figueiredo rejoint le Vitória Setúbal où il s’impose comme titulaire en défense centrale. Dès sa première saison, il participe à 21 matchs et devient un élément clé de la défense du club. De 1990 à 1999, il accumule 247 matchs de championnat avec le Vitória, marquant un unique but lors de la saison 1994-1995.
À l'âge de 32 ans, Figueiredo rejoint le Santa Clara pour une dernière saison en 1999-2000 à l'issue de laquelle il raccroche les crampons.